# Плакида (Дезей)
Архимандри́т Плаки́да (фр. Archimandrite Placide, в миру Рене-Жан-Эмиль Дезе́й, фр. René Jean Emile Deseille; 16 апреля 1926[…], Исси-ле-Мулино, Сена — 7 января 2018, Роман-сюр-Изер) — священнослужитель Константинопольской православной церкви, основатель, игумен и духовник двух подворий афонского монастыря Симонопетра во Франции: мужского монастыря святого Антония Великого в департаменте Дром и женского Покровского монастыря в департаменте Гар. Известный православный патролог и богослов, переводчик библейских, святоотеческих и богослужебных текстов на современный французский язык. Бывший католический монах и священнослужитель.

## Биография
Родился в 1926 году в Исси-ле-Мулино под Парижем в семье отца-католика и матери-антиклерикалки. Был воспитан в духе любви к традиции Церкви мамой и сёстрами отца. В школьные годы интересовался культурой Античности и Средневековья, вдохновлялся идеалами монашества на примере францисканских монастырей Умбрии и православных обителей фессалийской Метеоры. Задумывался о семейной жизни, пока не познакомился с настоятелем цистерцианского аббатства Бельфонтен, который после первой же беседы предложил Дезею поступить в их монастырь.

### Католический монах
Во время немецкой оккупации оказался беженцем в местечке Сен-Макэр-ан-Мож рядом с аббатством, куда поступил послушником 24 сентября 1942 года в возрасте шестнадцати лет. Подготовка ко вступлению в орден проходила под руководством опытных монахов, помогавших в изучении устава святого Бенедикта, творений цистерцианских авторов и святых отцов Востока (Пахомия, Василия Великого, Дорофея, Иоанна Лествичника). Дезей увлекался святоотеческими произведениями и не разделял бытовавшего у его наставников предпочтения к великим классикам католицизма, жившим после XII века. Свой опыт знакомства с цистерцианской традицией он резюмировал следующим образом: «Правило и богослужение у нас — святоотеческие; богословие — доминиканское; а духовность — то ли кармелитская, то ли иезуитская». 14 февраля 1943 года он приносит временные монашеские обеты с наречением имени Плакида. 18 февраля 1945 года торжественно приносит вечные монашеские обеты.
В 1947—1948 году служил в рядах французской армии в Алжире, где познакомился с мусульманской и иудейской духовностью. Здесь он много общался с местным населением и в короткое время смог завоевать любовь и расположение иноверцев.
Неоднократно посещал монастырь Девы Марии Атласских гор в Тибирине. Тогда у него не раз возникало желание вступить в местную цистерцианскую общину, но его остановила любовь к родному монастырю Бельфонтен. Спустя полвека монастырь в Тибирине был закрыт, его братия убита.
10 марта 1951 года рукоположен в священника аббатства Бельфонтен. Позже назначен преподавателем догматического богословия и духовным наставником молодых монахов.

### Знакомство с восточным христианством
Во время поездок в Париж познакомился с известными русскими богословами архимандритом Киприаном (Керном) и Владимиром Лосским, впервые присутствовал на православной литургии в Свято-Сергиевском институте. Чтение «Очерка мистического богословия Восточной Церкви» Лосского и беседы с отцом Киприаном о христологии Халкидонского Собора и паламитском учении о Божественных энергиях дали Дезею ключ к пониманию православного взгляда на Церковь и человека.
В 1960 году по приглашению мелькитского архиерея Илии (Зогби) посетил Египет, где жил в коптском монастыре Дейр-Суриани и знакомился с обителями Скитской пустыни. В Дейр-Суриани Дезея сопровождал коптский монах Антоний, ставший впоследствии патриархом Шенудой.

### Издательская деятельность

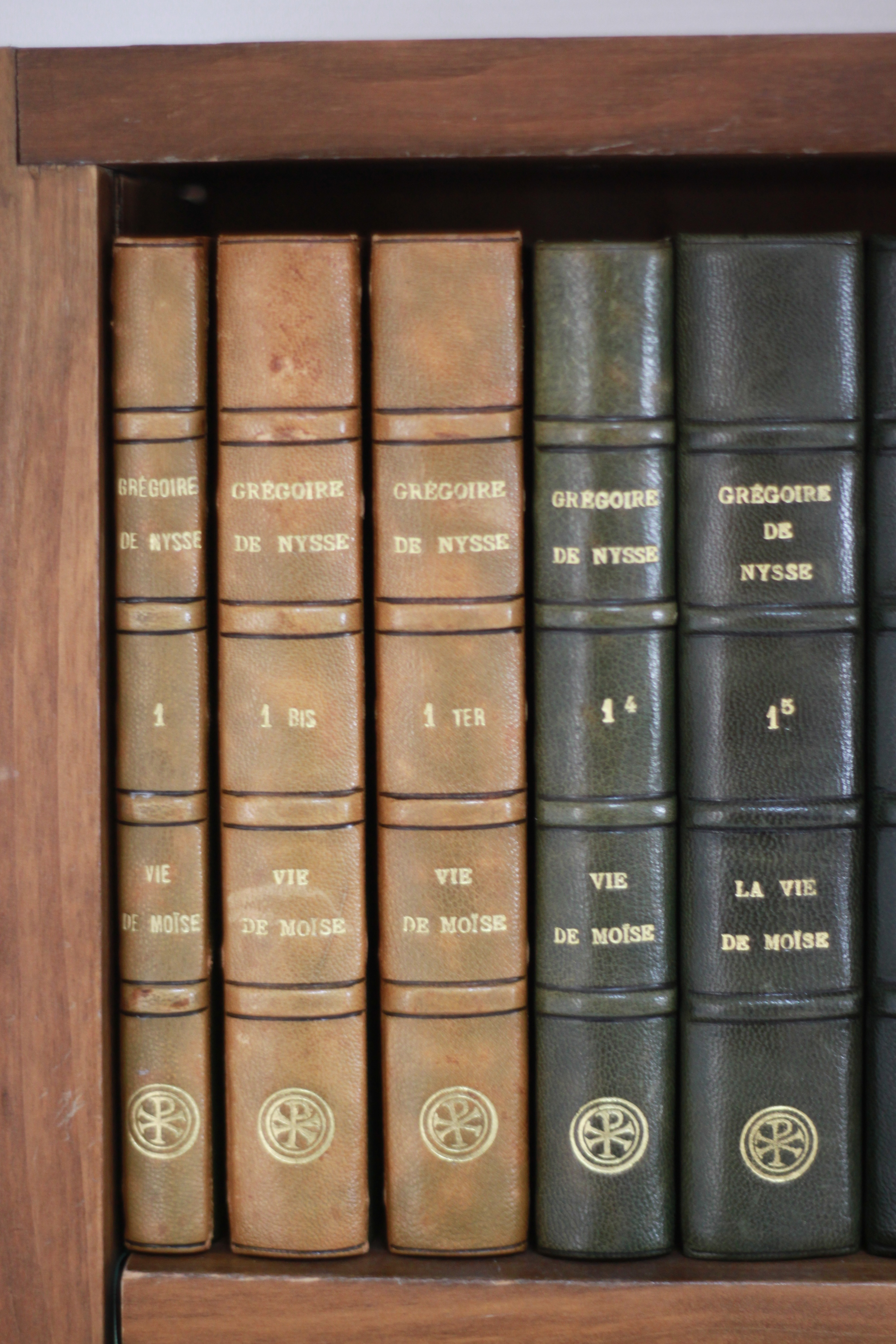
Первые тома патрологической серии «Sources chrétiennes».

В 1958 году направлен в Рим для получения высшего богословского образования. Начал сотрудничество с редакцией патрологической серии «Христианские источники» (фр. Sources chrétiennes), где Жан Даниэлу и Анри де Любак поручили ему подготовить публикацию западных монашеских произведений. По возвращении во Францию параллельно с редакторской работой преподавал богословие в Бельфонтен, произносил проповеди об отречении от мира для монахов других обителей, а также писал статьи в различные журналы и энциклопедические словари.
В 1962 году аббатство Бельфонтен издало его брошюру «Основы монашеской духовности» (фр. Principes de spiritualité monastique), которая позже была значительно переработана, дополнена и выпущена в свет под названием «Лествица Иакова» (1974, фр. L’Échelle de Jacob) и «Видехом свет истинный: монашеская жизнь, её дух и основополагающие тексты» (1990, фр. Nous avons vu la vraie lumière).
В 1966—1976 году руководил изданием бельфонтенской серии «Восточная духовность» (фр. Spiritualité orientale), которая представила собрание древних монашеских текстов Востока.

### В монастыре восточного обряда
Переломным событием в жизни Дезея стал Второй Ватиканский собор. Решения Собора и их рецепция католицизмом не оставили у почитателя древней традиции, как он сам пишет об этом в мемуарах, надежды на «обновление структур и институтов Римской Церкви через возвращение к духу святоотеческого учения». Дальнейшая жизнь в Бельфонтен без участия в конфликтах и спорах между сторонниками Собора и его противниками становилась невозможной. Единственный выход из такого положения Дезей видел в следовании византийской богослужебной традиции, дающей возможность «войти в полноту святоотеческого предания — не научным или интеллектуальным способом, но жизненно и предметно».
14 сентября 1966 года вместе с Домиником Пиоттом (фр. Dominique Pyotte), ещё одним цистерцианцем из Бельфонтен, Дезей основал Преображенский монастырь византийского обряда в Обазине (департамент Коррез), где сформировалась община, которая в течение 10 лет пыталась жить «в богослужебной и духовной традиции Православия», продолжая оставаться при этом в лоне Римо-Католической церкви. На участке в 7 гектаров были возведены деревянный храм и корпус, где размещались кухня, трапезная, библиотека и прочие необходимые помещения, а также гостиница для паломников, мастерская и отдельные домики, предназначенные под кельи для братии.
Жизнь в Преображенском монастыре расширила опыт общения как с православными монастырями, так и с общинами восточного обряда, находившимися в подчинении у Рима. Получив возможность сравнивать первые со вторыми, обазинцы пришли к выводу, что униатские общины были оторваны от своих восточных корней и традиции: точное внешнее воспроизведение православного богослужения и монашеских правил не скрывало присутствия в них «иного духа».
Единственным аргументом в пользу сохранения принадлежности к католичеству какое-то время оставалось положение о примате папы римского, чуждое православию. А для миссии обазинского монастыря была близка также богословская идея о том, что католичество и православие никогда не теряли единства, как бы ни казалось это со стороны. В размышлениях о религиозной истории Запада Дезей пришёл к выводу об опасности следованию византийскому обряду без принятия вероучения Православной церкви: таковой отказ от латинской традиции был чреват духовными заблуждениями. К концу 1976 года братия Обазина окончательно отринула католическую аргументацию и приняла решение о переходе в православие. Это решение далось не просто, так как Дезей с единомышленниками любили в католичестве всё, что было от исконного христианства, и с детства вросли в него корнями.

### Переход в православие

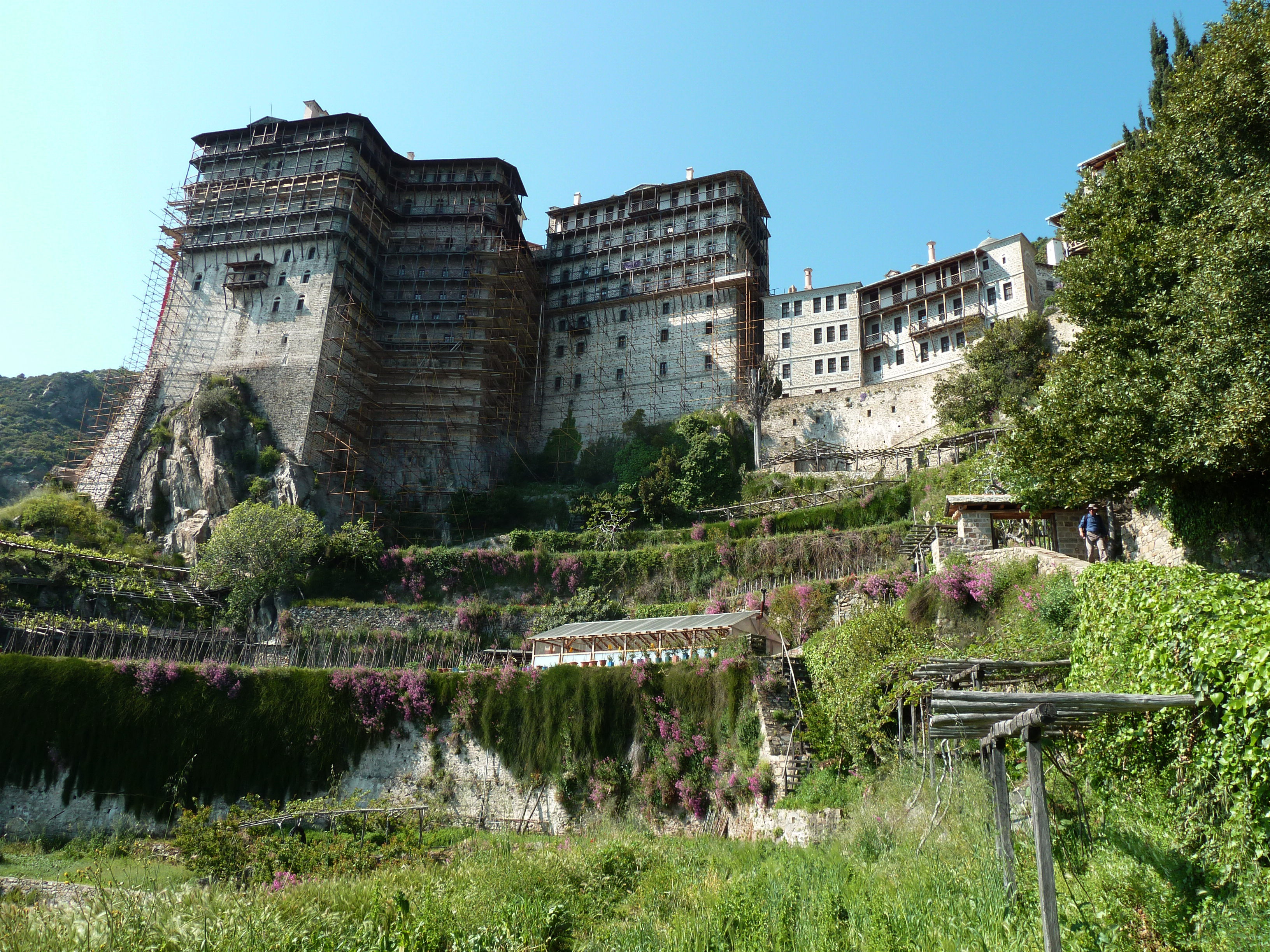
Афонский монастырь Симонопетра.

Опасаясь скомпрометировать перед лицом католиков Православную церковь во Франции, обазинцы стали искать, где можно было бы совершить переход: в Румынии, Греции или Сербии — странах, в которых они побывали до этого. Встречи со старцами Паисием Святогорцем, Ефремом Катунакским и симонопетрским Емилианом привели их к мысли принять православие на Афоне. Отец Емилиан убедил Дезея в необходимости присоединения к православию через таинство крещения, согласно древней традиции Церкви и её канонам (46 апостольское правило, Пидалион).
Обазинцы предупредили о решении стать членами Православной церкви своего епископа монсеньора Брюнона, руководителя Конгрегации по делам восточных церквей кардинала Поль-Пьера Филиппа, а также настоятеля аббатства Бельфонтен. В диоцезе дали понять, что в случае принятия православия они должны будут покинуть помещения монастыря, сооружённые ими в Обазине.
19 июня 1977 года трое обазинцев приняли крещение от архимандрита Емилиана и вступили в братство монастыря Симонопетра. Чуть позже они приняли схиму и были рукоположены в иеромонахов.
Перекрещивание на Афоне известных во Франции католических священников вызвало скандал, который всё же сказался на православно-католических отношениях: католические фонды сократили три стипендии для православных студентов Свято-Сергиевского института, какое-то время французские издатели опасались публиковать православные книги из-за страха католической реакции. Всевозможные домыслы и ложные обвинения в адрес отца Плакиды вынудили его писать опровержения:

Мы сами попросили о крещении, в полном единодушии с нашим игуменом, поскольку этот шаг казался нам совершенно нормальным и необходимым для Афона, а также богословски обоснованным и канонически легитимным. Это не означало, что мы «отрекаемся» от католического крещения, принятого нами во имя Святой Троицы — наоборот, мы исповедуем, что всё, подразумеваемое этим крещением, теперь совершается во всей своей полноте через наше вхождение в Православную Церковь.
Несмотря на возникшие сложности, многие рядовые католики сохранили братские отношения с принявшими православие, а некоторые продолжали обращаться к отцу Плакиде за советами, в том числе по устроению монастырской жизни новых общин восточного обряда.

### Возвращение во Францию

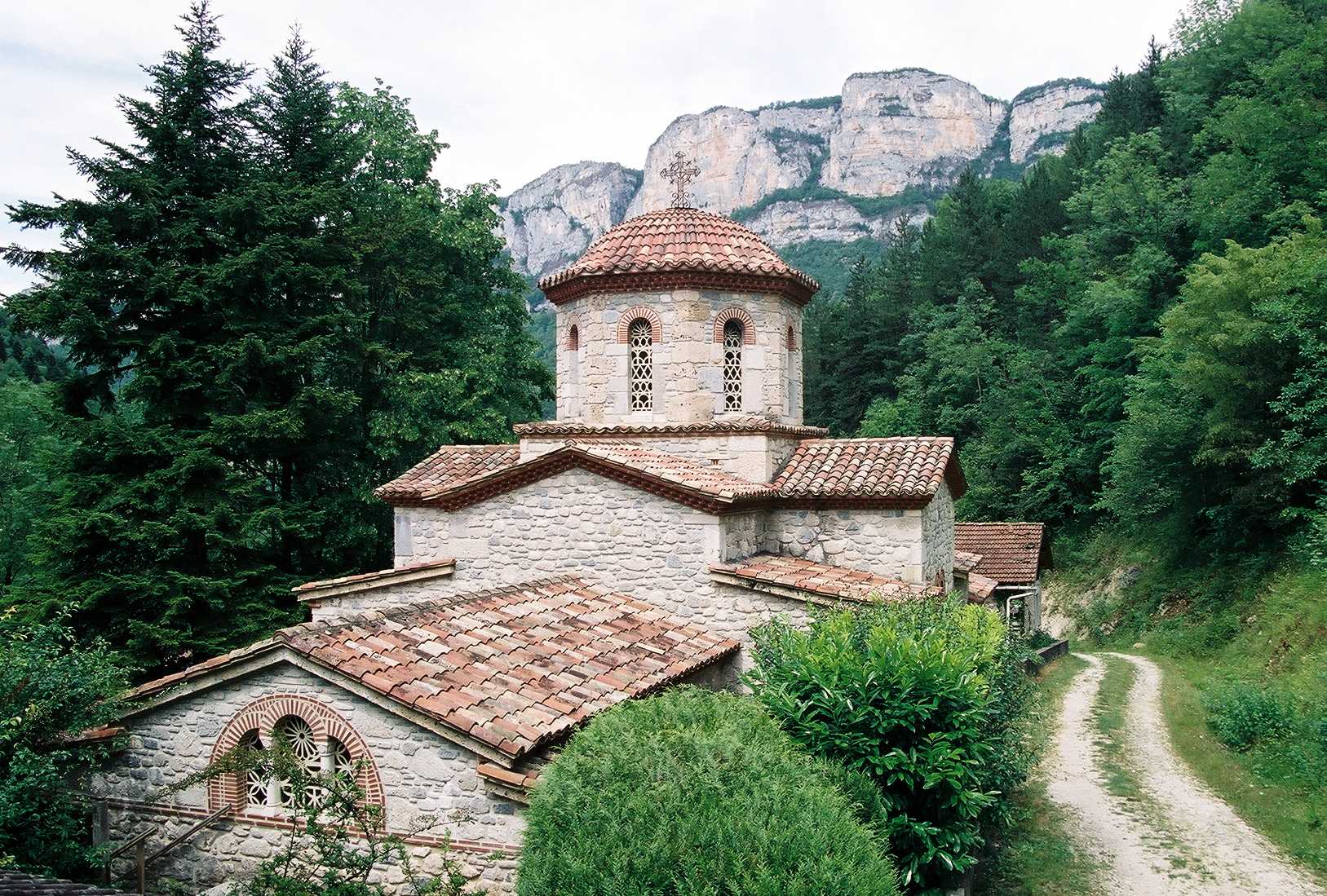
Монастырь святого Антония Великого

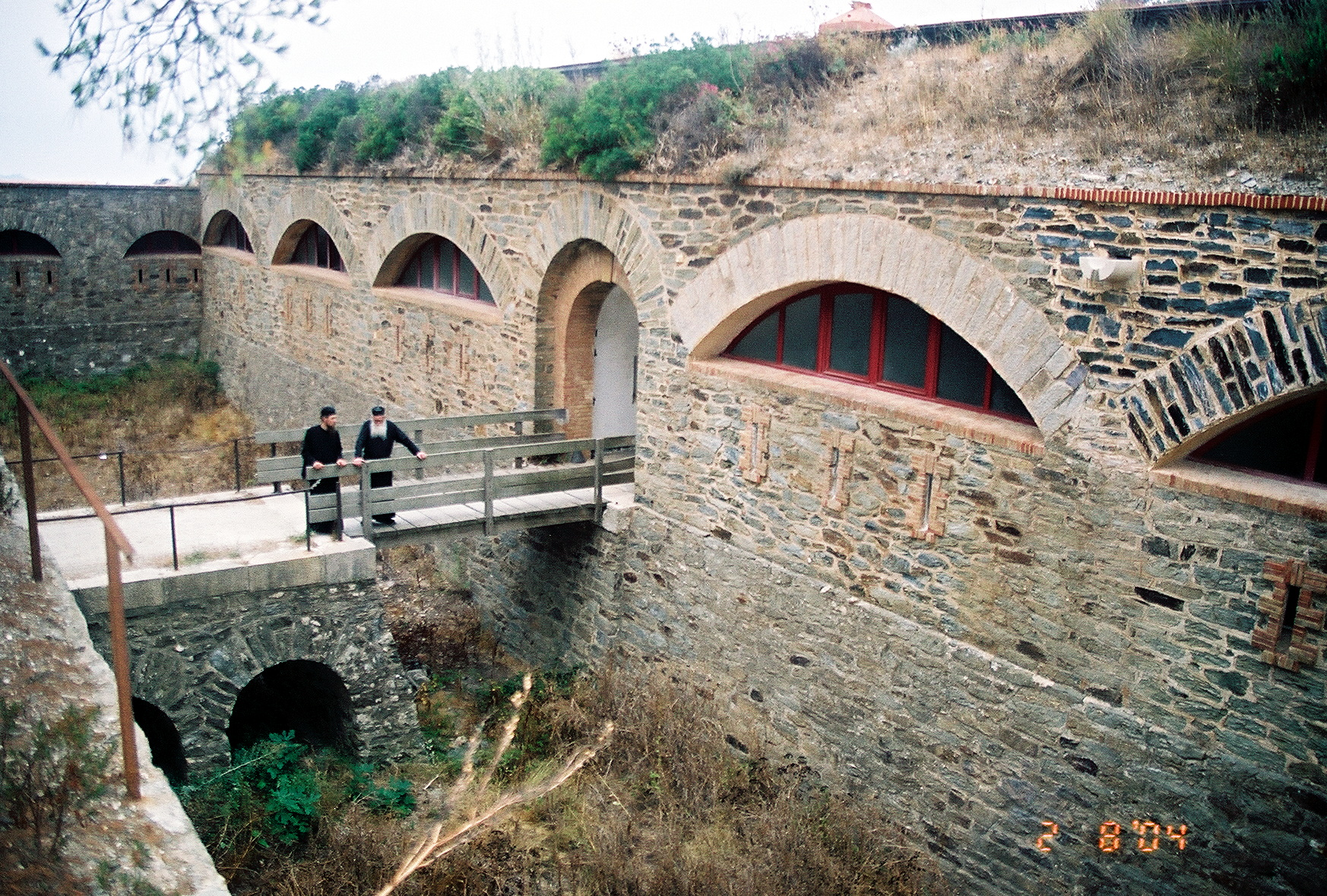
Монастырь святой Марии Египетской

26 февраля 1978 года отцы-французы Плакида (Дезей), Серафим (Пиотт) и Илия (Раго) стали монахами афонского монастыря Симонопетра. Находясь в обители, отец Плакида переводил на французский язык «Лествицу» преподобного Иоанна Лествичника, а отец Серафим изучал византийские песнопения, афонское рукоделие и плотничные работы.
В этом же году по предложению игумена монастыря Емилиана (Вафидиса) они вернулись во Францию для основания симонопетрских подворий (метохий). 14 сентября 1978 года в ветхом доме, расположенном в коммуне Сен-Лоран-ан-Руайан (Дром) в южной Франции, они основали монастырь святого Антония Великого.
Впоследствии были основаны Преображенский женский монастырь у города Террассон (Дордонь), скит Антониего монастыря во имя святой Марии Египетской на острове Поркероль (Вар) и Покровский женский монастырь в Солане (Гар).

### Кончина и похороны
5 января 2018 года был гоститализирован в госпиталь в городке Роман-сюр-Изер. Вечером того же дня он впал в кому. На следующий день, молитвами духовных чад, пришёл в себя, как оказалось, для того, чтобы попрощаться с ними. Многие успели приехать к нему в этот день.
7 января 2018 года в день Рождества Христова по юлианскому календарю скончался в больнице Роман-сюр-Изер в 13 часов на 92-м году жизни. 11 января 2018 года митрополит Галльский Эммануил (Адамакис) возглавил отпевание и погребение почившего на монастырском кладбище в монастыре святого Антония в присутствии около 300 монашествующих и верующих со всех концов Франции. Ему сослужили глава румынской митрополии Западной и Южной Европы митрополит Иосиф (Поп) со своим викарием епископом Марком (Альриком), а также постриженник усопшего и представитель Константинопольского Патриарха в Женеве архиепископ Телмисский Иов (Геча), который перед этим совершил литургию иерейским чином. Участие в погребении приняли около 30 священнослужителей поместных православных церквей во Франции и представитель монастыря Симонопетра архимандрит Илия (Раго), духовник Преображенского монастыря в Террассоне. Были зачитаны слова памяти и соболезнования от патриархов Константинопольского Варфоломея и Румынского Даниила, от имени монашествующих Симонопетра и его французских метохий.

## Комментарии
1. ↑  При этом две тётки по материнской линии были замужем за русскими эмигрантами Шершевскими.
2. ↑  Монастырь располагается во французской коммуне Бегроль-ан-Мож[фр.].